# Крешенцио Сабинский
Крешенцио Сабинский (лат. Crescenzio; ?, ? — 1126, ?) — итальянский кардинал, предположительно декан Коллегии кардиналов с 1106 года.

## Биография
В 1099 году предположительно участвовал в выборах папы Пасхалия II. Консистория 1102 года провозгласила его кардиналом-епископом Сабины. Упоминается в папских буллах начиная с 4 марта 1102 года. Принимал участие в соборе в Гвасталле в октябре 1106 года.